# تپه شهیدآباد کنبد کند
تپه شهید آباد کنبد کند در شهرستان بوئین‌زهرا، بخش آوج، روستای شهیدآباد واقع شده و این اثر در تاریخ ۱۱ شهریور ۱۳۸۲ با شمارهٔ ثبت ۹۷۹۱ به‌عنوان یکی از آثار ملی ایران به ثبت رسیده است.